# SHC Fassa
Der Sportiva Hockey Club Fassa ist ein italienischer Eishockeyverein aus Canazei, der momentan in der Italian Hockey League spielt.
Der größte Erfolg in der Vereinsgeschichte ist bis heute das Erreichen des Play-off-Finals in der Saison 1988/89; hier verlor der HC Fassa, der 1955 als HC Canazei gegründet wurde, allerdings mit 0:3-Siegen gegen den AS Varese Hockey.
Seine Heimspiele trägt die Mannschaft im Stadio Gianmario Scola aus.

## Trainer
| Zeit      | Trainer          |
| --------- | ---------------- |
| 1999–2001 | Luciano Basile   |
| 2003–2005 | Ron Ivany        |
| 2005–2007 | Lars Molin       |
| 2007/08   | Stefan Mair      |
| 2008/09   | Stéphane Python  |
| 2009/10   | Steve Stirling   |
| 2010      | Mike Posma       |
| 2010–2013 | Miroslav Fryčer  |
| 2013–2015 | Erwin Kostner    |
| 2015–2017 | Ron Ivany        |
| 2017–2020 | Teppo Kivelä     |
| 2020–2022 | Marco Liberatore |
| 2023–2024 | Anders Eriksén   |
| 2024–2025 | Luigi Marchetti  |
| 2025–     | Harri Laurila    |

## Bekannte ehemalige Spieler
- Bob Manno
- Dušan Pašek